# Mnionychus horridus
Mnionychus horridus là một loài bọ cánh cứng trong họ Zopheridae. Loài này được Carter miêu tả khoa học năm 1919.